# Google Mars

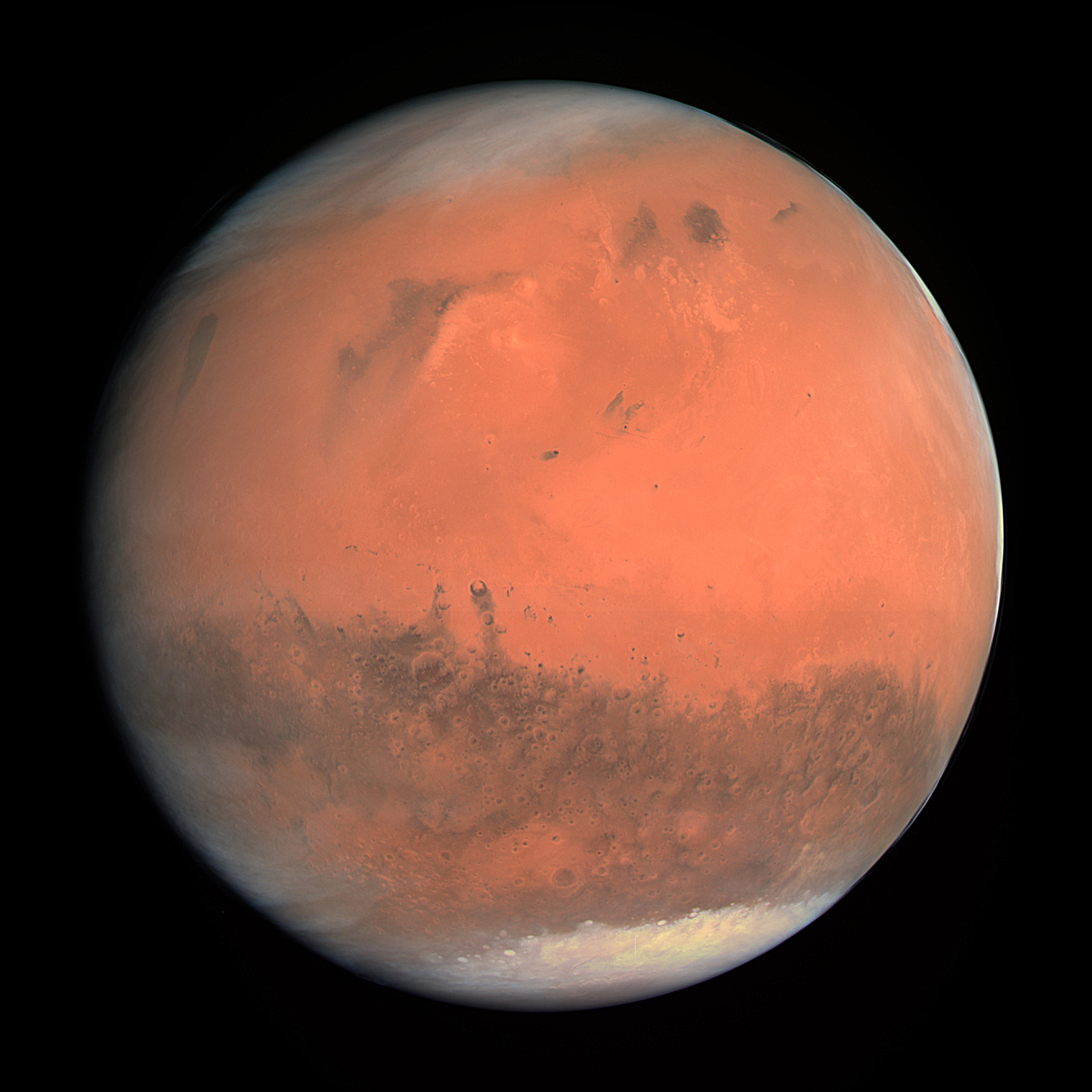
Une photo de la planète Mars en vraies couleurs, prise le 24 février 2007 par l'instrument OSIRIS de la sonde Rosetta de l'Agence spatiale européenne pendant son survol de la planète.

Google Mars est un service développé par Google qui permet aux utilisateurs de visualiser et d'explorer la surface de la planète Mars. Ce service est intégré à Google Earth, ce qui permet une expérience interactive et immersive similaire à celle offerte par Google Maps pour la Terre.

## Fonctionnalités
Google Mars propose une interface utilisateur similaire à celle de Google Maps, permettant une navigation fluide à travers la surface martienne. Les principales fonctionnalités incluent :
- Visualisation de la surface de Mars : Les utilisateurs peuvent explorer des images haute résolution de la surface de Mars, obtenues par diverses missions spatiales.

- Annotations et points d'intérêt : Des liens et annotations ont été ajoutés pour mettre en évidence des lieux et objets remarquables, tels que des cratères, des canyons, et des formations géologiques notables. Des informations sur des engins spatiaux comme la sonde Mars Pathfinder sont également disponibles[2].

- Clichés des missions spatiales : Les utilisateurs peuvent visualiser des images prises par les landers et rovers envoyés sur Mars, tels que les rovers Curiosity et Perseverance. Le service offre également la possibilité de suivre la progression des rovers grâce à un système de tracés montrant leurs parcours sur la surface martienne.

## Historique
Le service Google Mars a été lancé en 2009, en tant que partie intégrante de Google Earth. Il a été conçu pour offrir une manière interactive de découvrir Mars, exploitant les données des missions spatiales et des satellites pour fournir une vue détaillée de la planète rouge. Cette initiative s'inscrit dans l'effort plus large de Google pour rendre les explorations spatiales accessibles au grand public.